# اوله کیتنر
اوله کیتنر (انگلیسی: Ole Kittner؛ زادهٔ ۱۵ اکتبر ۱۹۸۷) بازیکن فوتبال اهل آلمان است.
از باشگاه‌هایی که در آن بازی کرده‌است می‌توان به باشگاه فوتبال روت وایس اهلن و باشگاه فوتبال اس‌وی زاندهاوزن اشاره کرد.